# Azorina vidalii
Genre
Espèce
Classification phylogénétique
Statut de conservation UICN

 EN B2ab(iii,v) : En danger
Azorina vidalii est une espèce d'arbuste persistant originaire des Açores de la famille des Campanulacées, seule membre du genre Azorina.
Il produit, en fin d'été, des grappes de fleurs en clochettes.

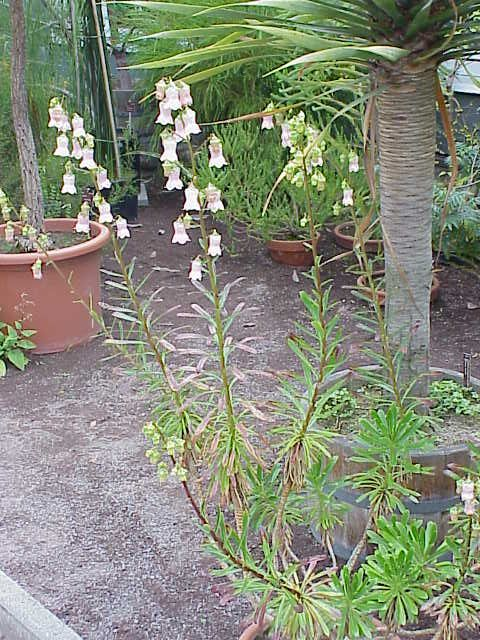
Aspect général

Rusticité : minimum 5 °C